# 니시오 다다아쓰

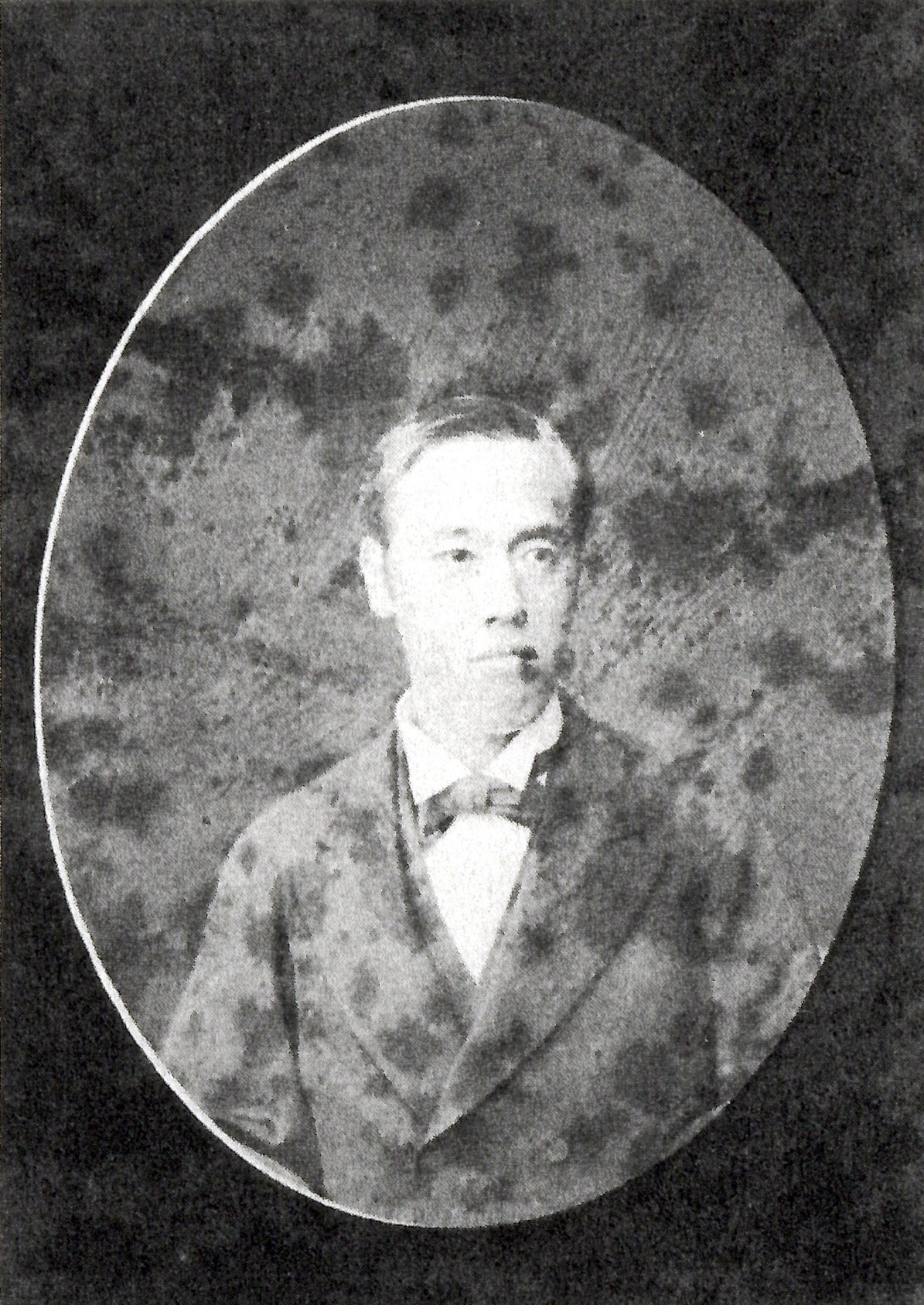
니시오 다다아쓰

니시오 다다아쓰(일본어: 西尾忠篤, 1850년 6월 16일 ~ 1910년 11월 5일)는 막말의 다이묘이다. 도토미 요코스카 번 제8대 번주, 아와 하나부사 번주를 지냈다. 요코스카 번 니시오 가(横須賀藩西尾家) 제11대 당주. 요코스카 번 선대 번주 니시오 다다사카의 장남으로 태어났다.
| 전임 니시오 다다사카 | 제8대 요코스카 번 번주 (니시오가) 1861년 ~ 1868년 | 후임 폐번 |

|  | 하나부사 번 번주 (니시오가) 1868년 ~ 1871년 | 후임 폐번치현 |